# ميجندي (غربي أردبيل)
میجندي (بالفارسية: میجندی) هي قرية تقع في إيران في أردبيل. يقدر عدد سكانها بـ 454 نسمة بحسب إحصاء 2016.